# Tysso (Odda)
Tysso er en elv der løber i Odda kommune i Vestland fylke i Norge. Den har udspring på den vestlige del af Hardangervidda og løber mod vest via Ringedalsvatnet og munder ud i Sørfjorden ved Tyssedal. Den har en total længde på 33,4 km og et afvandingsområde på 389,39 km². Den naturlige middelvandføring ved udmundingen er 29,0 m³/s.
Elven er grundigt reguleret til kraftproduktion. I 1908 blev Tyssedal Kraftanlegg (Tysso I) åbnet, og der er senere bygget i alt otte kraftanlæg i vassdraget, hvoraf de største er Oksla og Tysso II. Bygningen af det sidstnævnte kraftværk medførte blandt andet at to af Norges højeste og mest kendte vandfald, Ringedalsfossen og Tyssestrengene, blev tørlagt.
Det gamle kraftanlæg Tysso I er nu fredet, og indgår som en del af Norsk Vasskraft- og Industristadmuseum.